# Мальмгрен, Артур Леопольд
Артур Леопольд Ма́льмгрен (нем. Arthur Leopold Malmgren, 18 октября 1860, Ревель — 3 февраля 1947, Лейпциг) — лютеранский епископ, почётный доктор теологии Лейпцигского университета (1927), автор статей по истории Евангелическо-лютеранской церкви России.

## Биография
Родился 18 октября 1860 года в Ревеле в семье остзейского немца, сына лютеранского пастора Рейнгольда Мальмгрена. В 1883—1888 годах изучал теологию в Дерптском университете, 1 октября 1889 года был рукоположен в Риге и получил назначение на место пастора-адъюнкта в Феллине, Лифляндская губерния. С 1 июля 1890 года служил пастором-дьяконом в Ревельском соборе, а с 4 августа 1891 по 1935 годы был пастором церкви св. Анны в Санкт-Петербурге. 
28 марта 1914 года избран асессором Петроградской консистории, с конца 1916 года являлся генерал-суперинтендантом Петроградского консисториального округа Евангелическо-лютеранской церкви, а с 1919 года, после эмиграции остальных служащих консистории, фактически единолично возглавил её. Летом 1920 года от церкви отделились финны и эстонцы, образовав собственные высшие церковные советы, а оставшуюся немецко-шведскую консисторию Петроградского округа осенью того же года официально возглавил Артур Мальмгрен.
С лета 1923 года, после смерти епископов Конрада Фрейфельда и Яниса Грюнберга, руководящую роль в церкви играли главы Петроградского (Мальмгрен) и Московского (Мейер) Высших церковных советов (ВЦС); в июне того же года Мальмгрен назначен исполняющим обязанности президента Епископального совета до выборов нового епископа. Оба генерал-суперинтендата стремились единолично управлять церковью, что привело к ряду конфликтов. Однако, с 21 по 26 июня 1924 года в московском Петропавловском соборе прошёл Генеральный синод, на котором был принят проект церковной конституции, а во Всесоюзный ВЦС избраны два равноправных епископа — Мальмгрен и Мейер, что ликвидировало возможность церковного раскола. 26 июня, в последний день работы Генерального синода, состоялось торжественное посвящение их в сан епископа.
В 1927 году, после того как епископ Мейер перенёс инфаркт и по состоянию здоровья в течение полугода не мог вести активной деятельности, Мальмгрен фактически руководил всей лютеранской церковью на территории СССР, а после смерти Мейера в 1934 году официально возглавил также Московскую консисторию.
В начале лета 1936 года 75-летний тяжело больной епископ Мальмгрен уехал из СССР в Германию. Во время Второй мировой войны, летом 1944 года, в ходе бомбардировки он потерял всё своё имущество и по приглашению Общества Густава-Адольфа переехал жить в Лейпциг, где скончался 3 февраля 1947 года. Урна с его прахом находится под надгробием на лейпцигском Южном кладбище.

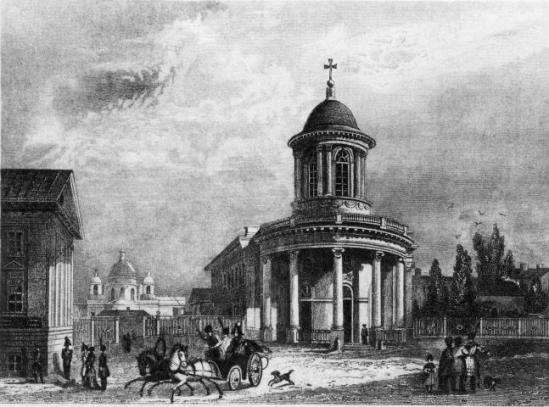
Церковь св. Анны, в которой в 1891—1935 годах служил Мальмгрен
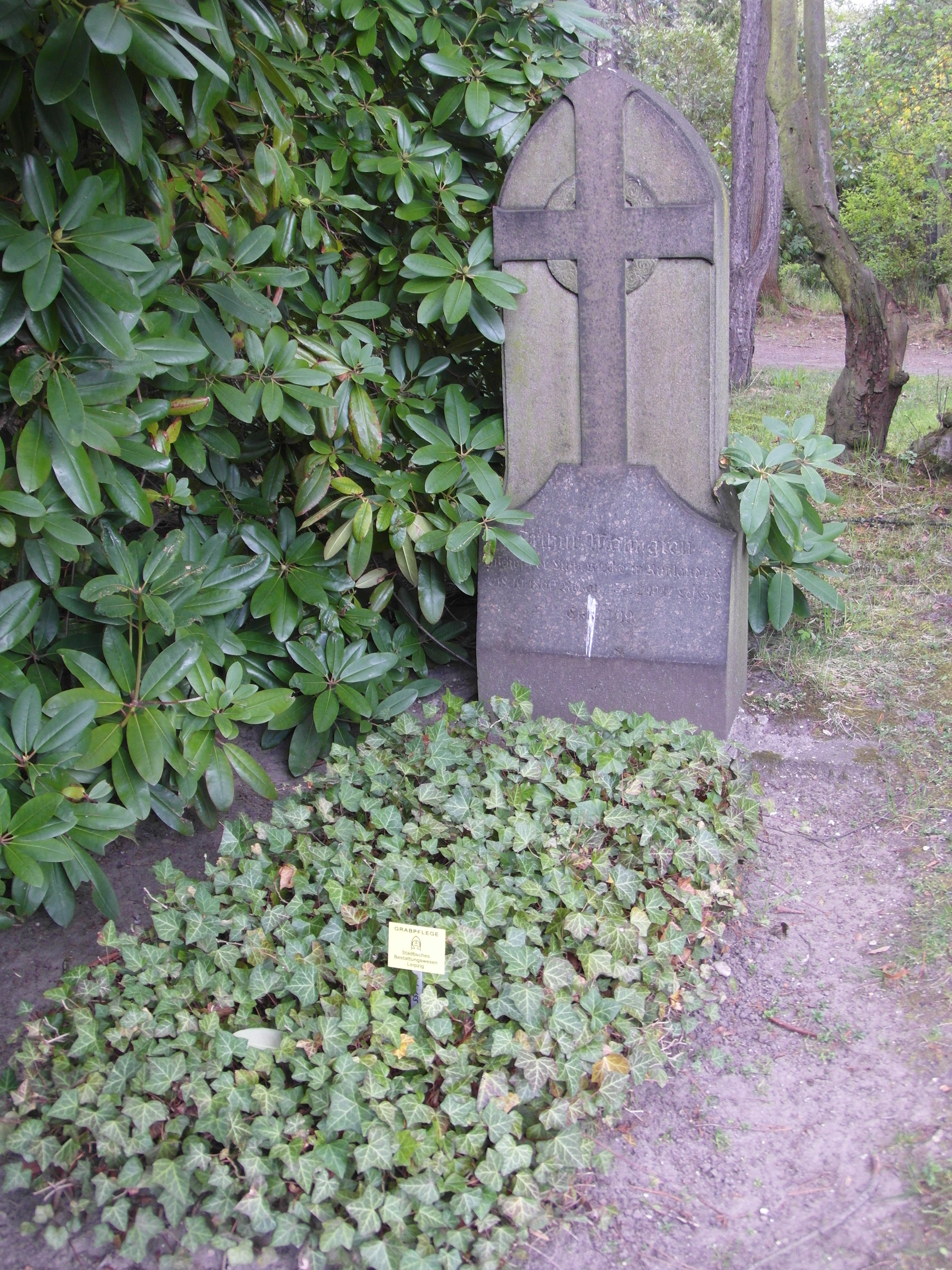
Надгробие Мальмгрена на Южном кладбище

## Награды
- 14 мая 1896 — золотой наперсный крест;
- 6 апреля 1903 — Орден св. Станислава II степени;
- 1913 — Медаль «В память 300-летия царствования дома Романовых»;
- 25 марта 1914 — Орден святой Анны II степени[6];
- 1927 — звание почётного доктора теологии Лейпцигского университета.